# Велетень (фільм)
«Велетень» (англ. The Mighty) — американський фільм.

## Зміст
Сталося так, що несподівана зустріч містичним чином змінила долі двох самотніх школярів. Вони були абсолютно не схожі один на одного: Макс — мовчазний, соромливий і незграбний гігант і Кевін — маленький, кмітливий і невиліковно хворий.
У своєму класі обидва хлопчики служили постійними об'єктами загальних насмішок і знущань. І тоді вони вирішили протистояти несправедливості, об'єднавшись в єдине ціле — в відважного і могутнього лицаря-велетня…

## Ролі
| Актор              | Роль          |
| ------------------ | ------------- |
| Шерон Стоун        | Гвен Діллон   |
| Елден Генсон       | Максвелл Кейн |
| Кіран Калкін       | Кевін Діллон  |
| Гаррі Дін Стентон  | Грім          |
| Джина Роулендс     | Грем          |
| Джилліан Андерсон  | Лоретта Лі    |
| Міт Лоуф           | Іггі          |
| Дженіфер Льюіс     | місіс Еддісон |
| Джеймс Гандольфіні | Кенні Кейн    |
| Дуглас Біссет      | бездомний     |

## Знімальна група
- Режисер — Пітер Челсом
- Сценарист — Чарльз Лівітт, Родман Філбрік
- Продюсер — Саймон Філдс, Джейн Старц, Дон Кармоді
- Композитор — Тревор Джонс